# كوبي كارل
كوبي كارل (بالإنجليزية: Coby Karl)‏ مواليد 8 يونيو 1983 في غريت فولز، هو لاعب كرة سلة أمريكي سابق بدأ مسيرته الاحترافية في سنة 2007. يبلغ طوله 6 قدم 5 بوصة (2.0 م). اعتزل اللعب في 2015.

## فرق لعب لها
- لوس أنجلوس ليكرز
- جوفينتوت بادالونا
- كليفلاند كافالييرز
- غولدن ستايت ووريورز
- أولمبيا ميلانو

## إحصائيات المسيرة

### الموسم الاعتيادي
| السنة   | الفريق              | لعب | بدأ | دقيقة | ميداني% | ثلاثية | حرة  | ارتداد | صنع | استلاب | تصدي | نقطة |
| ------- | ------------------- | --- | --- | ----- | ------- | ------ | ---- | ------ | --- | ------ | ---- | ---- |
| 2007–08 | لوس أنجلوس ليكرز    | 17  | 0   | 4.2   | .346    | .308   | .800 | .8     | .5  | .2     | .1   | 1.8  |
| 2009–10 | كليفلاند كافالييرز  | 3   | 0   | 1.7   | .000    | .000   | .000 | .7     | .0  | .0     | .0   | .0   |
| 2009–10 | غولدن ستايت ووريورز | 4   | 1   | 27.0  | .344    | .182   | .667 | 4.0    | 3.8 | .8     | .3   | 7.0  |
| المسيرة |                     | 24  | 1   | 7.6   | .345    | .250   | .750 | 1.3    | 1.0 | .3     | .1   | 2.4  |

### التصفيات
| السنة   | الفريق           | لعب | بدأ | دقيقة | ميداني% | ثلاثية | حرة  | ارتداد | صنع | استلاب | تصدي | نقطة |
| ------- | ---------------- | --- | --- | ----- | ------- | ------ | ---- | ------ | --- | ------ | ---- | ---- |
| 2008    | لوس أنجلوس ليكرز | 1   | 0   | 2.0   | .000    | .000   | .000 | .0     | 1.0 | .0     | .0   | .0   |
| المسيرة |                  | 1   | 0   | 2.0   | .000    | .000   | .000 | .0     | 1.0 | .0     | .0   | .0   |

## روابط خارجية
- كوبي كارل على موقع إن بي أي (الإنجليزية)
- كوبي كارل على موقع سبورتس رفرنس (الإنجليزية)
- كوبي كارل على موقع الدوري الإسباني لكرة السلة (الإسبانية)
- كوبي كارل على موقع كرة السلة الأوروبية.كوم (الإنجليزية)
- كوبي كارل على موقع كلية كرة السلة في سبورتس رفرنس.كوم (الإنجليزية)
- كوبي كارل على موقع ريلجم (الإنجليزية)
- كوبي كارل على موقع بروبوليرز (الإنجليزية)
- كوبي كارل على موقع سبورتس رفرنس (الإنجليزية)
- كوبي كارل على موقع سبورتس رفرنس (الإنجليزية)